# Heilig Hartkerk (Vilvoorde)

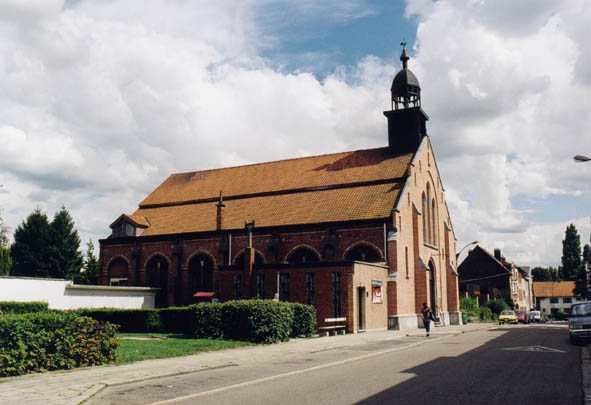
Heilig Hartkerk

De Heilig Hartkerk is de parochiekerk van de tot de Vlaams-Brabantse plaats Vilvoorde behorende wijk Kassei, gelegen aan de Thaelstraat 5.

## Geschiedenis
In 1909 werd hier een parochie gesticht omdat dit voormalig gehucht sterk in bevolking toenam vanwege de industrialisatie van Vilvoorde. In hetzelfde jaar of iets later werd een kerk gebouwd naar ontwerp van Georges Cochaux-Ségard.

## Gebouw
Het betreft een driebeukig bakstenen kerkgebouw onder zadeldak met vlak afgesloten koor. Aan de westzijde op het dak bevindt zich een klokkentorentje met vierkante basis en boven de galmgaten een helmvormig dak.

## Interieur
Het interieur wordt overkluisd door een spitstongewelf. Het altaar is neogotisch en de glas-in-loodramen zijn van 1927.